# Bay View (Ohio)

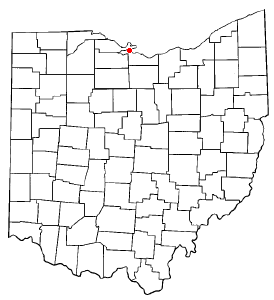
Bay View na planie stanu Ohio

Bay View – wieś w USA, w stanie Ohio, w hrabstwie Erie. Aktualnie (2014) szefem wsi jest Barbara A. Wobser.
W roku 2010, 19,5% mieszkańców było w wieku poniżej 18 lat, 6,5% było w wieku od 18 do 24 lat, 19,6% od 25 do 44 lat, 34,9% od 45 do 64 lat, a 19,3% było w wieku 65 lat lub starszych. We wsi było 49,7% mężczyzn i 50,3% kobiet.
Liczba mieszkańców w 2010 roku wynosiła 632, a w 2012 wynosiła 625.